# José Miguel Gil
José Miguel Gil Cañizares (Madrid, 28 febbraio 1971) è un tuffatore spagnolo, campione europeo di tuffi dal trampolino 1 metro ai campionati europei di nuoto di Istanbul 1999. In carriera ha vinto anche un bronzo ad Helsinki 2000 nel trampolino 3 m sincro e un argento agli europei di Berlino 2002 nel trampolino 1 metro. Ha rappresentato la Spagna a quattro edizioni consecutive dei Giochi olimpici estivi: Seul 1988, Barcellona 1992, Atlanta 1996 e Sydney 2000.

## Palmarès
- Campionati europei di nuoto

Istanbul 1999: oro nel trampolino 1 metro
Helsinki 2000: bronzo nel trampolino 3 m sincro
Berlino 2002: argento nel trampolino 1 metro